# Alex Martínez
Alejandro Patricio Martínez Tapia (né le 26 octobre 1959 au Chili), est un joueur de football international chilien, qui évoluait au poste de défenseur.

## Biographie

### Carrière en sélection
Avec l'équipe du Chili, il dispute 4 matchs (pour aucun but inscrit) entre 1987 et 1988. Il figure notamment dans le groupe des sélectionnés lors de la Copa América de 1987, atteignant la finale de la compétition.
Il participe également aux Jeux olympiques de 1984, jouant 4 matchs lors du tournoi.

## Palmarès
Chili
- Copa América :
  - Finaliste : 1987.